# Vadim Călugher
Vadim Călugher (Orhei, 7 settembre 1995) è un calciatore moldavo, centrocampista dell'Olimpia Satu Mare.

## Palmarès

### Club

#### Competizioni nazionali
- Coppa di Moldavia: 1

Milsami Orhei: 2011-2012
- Supercoppa di Moldavia: 1

Milsami Orhei: 2012
- Campionato moldavo: 1

Milsami Orhei: 2014-2015